# ヘーベルハウス劇場
『ヘーベルハウス劇場』（ヘーベルハウスげきじょう）とは、テレビ東京で、2012年4月1日から2019年9月29日までの8年間、毎週日曜日午前に放送されていたアニメ枠の名称である。

## 概要
ヘーベルハウス（旭化成）の一社提供番組である。旭化成がアニメ番組の一社提供をするのはこれが初めてであったが、2018年4月からはヘーベルハウスを筆頭に2社が追加されている。

## 作品リスト
- ふるさと再生 日本の昔ばなし （2012年4月1日 - 2017年3月26日）
- ふるさとめぐり 日本の昔ばなし（2017年4月2日 - 2018年3月25日）
- ふるさと 日本の昔ばなし セレクション（2018年4月8日 - 2019年9月29日）

## 放送局
| 放送地域       | 放送局         | 放送期間                                                                               | 放送日時                                               | 放送系列                     | 放送の遅れ | 字幕 |
| -------------- | -------------- | -------------------------------------------------------------------------------------- | ------------------------------------------------------ | ---------------------------- | ---------- | ---- |
| 関東広域圏     | テレビ東京     | 2012年4月1日 - 2018年3月25日 2018年4月8日 - 2019年9月29日                              | 日曜 9:00 - 9:30 日曜 10:30 - 11:00                    | テレビ東京系列               | 同時ネット | ○    |
| 北海道         | テレビ北海道   | 2012年4月1日 - 2018年3月25日 2018年4月8日 - 2019年9月29日                              | 日曜 9:00 - 9:30 日曜 10:30 - 11:00                    | テレビ東京系列               | 同時ネット | ○    |
| 愛知県         | テレビ愛知     | 2012年4月1日 - 2018年3月25日 2018年4月8日 - 2019年9月29日                              | 日曜 9:00 - 9:30 日曜 10:30 - 11:00                    | テレビ東京系列               | 同時ネット | ○    |
| 大阪府         | テレビ大阪     | 2012年4月1日 - 2018年3月25日 2018年4月8日 - 2019年9月29日                              | 日曜 9:00 - 9:30 日曜 10:30 - 11:00                    | テレビ東京系列               | 同時ネット | ○    |
| 岡山県・香川県 | テレビせとうち | 2012年4月1日 - 2018年3月25日 2018年4月8日 - 2019年9月29日                              | 日曜 9:00 - 9:30 日曜 10:30 - 11:00                    | テレビ東京系列               | 同時ネット | ○    |
| 福岡県         | TVQ九州放送    | 2012年4月1日 - 2018年3月25日 2018年4月8日 - 2019年9月29日                              | 日曜 9:00 - 9:30 日曜 10:30 - 11:00                    | テレビ東京系列               | 同時ネット | ○    |
| 日本全域       | BSテレビ東京   | 2012年4月8日 - 2013年3月31日 2013年4月6日 - 2015年3月28日 2015年4月4日 - 2018年3月24日 | 日曜 11:00 - 11:30 土曜 11:30 - 12:00 土曜 7:30 - 8:00 | テレビ東京系列BSデジタル放送 | 7日遅れ    | ×    |

## CMの自粛
2015年10月18日放送分より2016年2月28日放送分までテレビCMおよび番組内データ放送を自粛した。テレビCMについてはACジャパン（旧:公共広告機構）の自己啓発CMで埋め合わせしている。但し、ヘーベルハウス劇場の冠タイトル、提供クレジットは表示している（経緯等は旭化成の「不祥事」を参照）。番組内データ放送は2016年4月3日に復活し、翌年5月末に年廃止された。

## 放送休止
年末年始は基本的に放送休止。
2014年6月22日は6:30から9:10まで「2014年FIFAワールドカップブラジル大会ナイジェリア対ボスニア」の中継を放送するため番組休止となった。BSジャパンは通販に差し替え。
2018年2月25日は9:00から12:54まで「平昌オリンピックフィギュアスケート エキシビション」の中継を放送するため番組休止となった。BSジャパンは傑作選を放送。
2018年4月1日は改編特番のため放送休止。